# Jošikiči Furui
Jošikiči Furui (japonsky: 古井 由吉, Furui Jošikiči; 19. listopadu 1937 Tokio – 18. února 2020 Tokio) byl japonský spisovatel, germanista a překladatel. Byl reprezentativním představitelem takzvané introvertní generace (内向の世代, naikó no sedai). Mezi jeho nejvýznamnější díla patří novela Jóko (1970), trilogie Hidžiri (1976, Posvátnost), Sumika (1979, Hnízdo) a Oja (1980, Rodiče) či román Asagao (1983, Svlačec). Vyznačuje se pronikáním hluboko do nitra psychologie postav, hutným slohem, prolínáním dějových rovin, vrstvením obrazů a osobitým, vytříbeným jazykem.
Vystudoval germanistiku na Tokijské univerzitě. V roce 1971 bylo jeho dílo Jóko oceněno Akutagawovou cenou a za některá svá následující díla obdržel mimo jiné také Tanizakiho cenu, Literární cenu Kawabaty Jasunariho či Literární cenu Jomiuri. 

## Biografie
Narodil se v Tokiu a po absolvování Základní školy Minato Širokane a Nižší střední školy Minato Takamacu nastoupil v dubnu roku 1953 na Vyšší střední školu Dokkjó. V paralelní třídě studoval pozdější vypravěč rakugo Šinčó Kokontei třetí. V září stejného roku však Furui přestoupil na Prefekturální vyšší střední školu Hibija, kde byla ve stejném ročníku například pozdější spisovatelka Nanami Šiono.
Vyšší střední školu absolvoval v březnu 1956 a následně nastoupil na Tokijskou univerzitu, kde vystudoval germanistiku a následně i magisterský program německý jazyk a literatura. Ve stejném ročníku studoval na Tokijské univerzitě i její budoucí rektor Šigehiko Hasami. Furui po studiu působil jako asistent a přednášející na Kanazawské univerzitě, než se stal pomocným profesorem německé literatury na Univerzitě Rikkjó, kde se se Šigehikem Hasamim opět setkal jako s kolegou.
Během svého působení na univerzitě se zabýval výzkumem Franze Kafky, a také překládal díla Roberta Musila (povídky Naplnění lásky a Pokušení tiché Veroniky) či Hermanna Brocha (román Pokušitel). V roce 1968 publikoval v dódžinši časopise Hakubjó své první dílo Mokujóbi ni (Ve čtvrtek) a následně dalších několik próz, které mu vysloužily pozornost literární kritiky.
V březnu roku 1970 odešel z Univerzity Rikkjó a začal se věnovat kariéře spisovatele. Za novelu Jóko, vydanou v časopise Bungei v srpnu 1970, obdržel o rok později Akutagawovu cenu. Pro vlnu spisovatelů jako Jošikiči Furui či Hideo Odagiri, kteří se ve svých dílech v 70. letech distancovali od vnějšího světa, jeho ideologií a sociálních problémů, a obrátili se spíše dovnitř, se vžilo označení introvertní generace (内向の世代, naikó no sedai) a tento přístup byl částí literární scény kritizován jako eskapismus. Konkrétně Furui byl například Tacuzóem Išikawou či Džunem Etóem zesměšňován jako nudný a nevýrazný, ale například Šun Akijama a Kódžin Karatani Furuie obhajovali.
V 70. letech dále publikoval a od roku 1977 zastával pozici odpovědného redaktora čtvrtletního časopisu Buntai nakladatelství Heibonša. V roce 1983 obdržel Tanizakiho cenu za román Asagao (Svlačec), zobrazující intenzivní sexualitu mezi mužem a ženou, kteří se náhodně setkají. V roce 1986 se stal členem výběrové komise Akutagawovy ceny a následující rok obdržel Literární cenu Kawabaty Jasunariho za povídku Nakajamazaka.
V roce 1990 získal Literární cenu Jomiuri za román Kari ódžóden šibun, který zkoumá vnímání života a smrti a  čerpá z náboženských příběhů. V roce 1991 byl na dva měsíce hospitalizován kvůli vyhřezlé ploténce a tato zkušenost se pro něj stala určitým zlomem, po němž napsal díla Rakutenki (1992) a Hakuhacu no uta (1996), ve kterých se osobitým stylem plynule překračujícím hranice mezi příčetností a šílenstvím, životem a smrtí, přítomností a minulostí, věnuje problematice stárnutí. Za román Hakuhacu no uta získal v roce 1997 Uměleckou cenu Mainiči, ale od té doby již všechna literární ocenění odmítl. Roku 2005 odstoupil z výběrové komise Akutagawovy ceny a dále se věnoval jen psaní a autorským čtením či přednáškové činnosti.
Byl známý jako fanoušek koňských dostihů a motivy z této oblasti lze pozorovat i v jeho dílech. I na sklonku života publikoval eseje v časopise Japonské dostihové asociace Júšun, a dokonce přispíval svými předpověďmi výsledků závodů do novin Daily Sports.
Zemřel ve svém domě v Tokiu na rakovinu jater 18. února 2020 ve věku 82 let.

## Literární styl
V rané tvorbě byl významně ovlivněn spisovateli jako Robert Musil a Hermann Broch, kteří kladou důraz na psychologii, ale nevycházel z psychologismu a jemným, precizním stylem vykresloval vztah mezi mužem a ženou. Za vrchol tohoto stylu lze označit román Asagao (Svlačec). Následující díla se od tohoto stylu opět vzdalují, a naopak se přibližují konzistentnímu realistickému stylu ši-šósecu (私小説).
Leitmotivy Furuiových děl bývají láska mezi mužem a ženou (která je klidná, ale často zahrnuje i sexuální aspekt), gnozeologie, folklór, básně renga, tanka, poezie v čínštině, mýty a stará literatura, paměť a vzpomínání či stárnutí. Popisuje přesně a zřetelně různé každodenní záležitosti, ale zároveň až fantasticky vykresluje nejednoznačné hlubiny psychologie postav.

## Výběrová bibliografie
- Mokujóbi ni (1968, 木曜日に, Ve čtvrtek), literární debut.
- Jóko (1970, 杳子, Jóko), novela oceněná Akutagawovou cenou, působivě detailně líčí vztah vypravěče s neurotickou dívkou jménem Jóko, kterou potká náhodně na túře v horách.
- Cumagomi (1970, 妻隠, Manželské soužití), novela zabývající se problémy manželského života v odosobněné, urbanizované společnosti, v níž všední rutina vnějšího světa s minimem slov ustupuje do pozadí a život se odehrává spíše v nitru postav než v interakci mezi nimi.[2]
- Kuši no hi (1974, 櫛の火, Hořící hřeben), román inspirovaný mytologií obsaženou v kronice Kodžiki.[2]
- Hidžiri (1976, 聖, Posvátnost); Sumika (1977, 栖, Hnízdo); Oja (1979, 親, Rodiče), trilogie poukazující na rozpor mezi urbanizací Japonska a starými zvyklostmi a názory, které stále přežívají.[2]
- Asagao (1983, 槿, Svlačec), román oceněný Tanizakiho cenou.
- Kari ódžóden šibun (1989, 仮往生伝試文), román oceněný Literární cenou Jomiuri.
- Hakuhacu no uta (1996, 白髪の唄, Bělovlasá melodie), román zabývající se problematikou stárnutí, oceněný Uměleckou cenou Mainiči.